# Acasta infirma
Acasta infirma is een zeepokkensoort uit de familie van de Archaeobalanidae.